# Bruna bruna
Bruna bruna är en fjärilsart som beskrevs av Evans 1955. Bruna bruna ingår i släktet Bruna och familjen tjockhuvuden. Inga underarter finns listade i Catalogue of Life.